# Обсерватория Градца-Кралове
Обсерватория Градца-Кралове - астрономическая обсерватория, основанная в 1961 году на южной окраине города Градец-Кралове, Краловеградецкий край, Чехия. В этом же здании расположен планетарий и Институт атмосферной физики и Чешского гидрометеорологического института.

## История обсерватории
Обсерватория строилась с 1947 по 1961 года.

## Инструменты обсерватории
- 42-см камера Шмидта (D = 420/600 мм, F = 1000 мм)
- 40-см автоматизированный телескоп системы Ньютона (D = 400 мм, F = 2000 мм)
- 25-см телескоп системы Ньютона (D = 250 мм, F = 1250 мм)
- 20-см рефрактор Цейсс (D = 200 мм, F = 3500 мм)

## Отделы обсерватории
- Планетарий

## Направления исследований
- Астрометрия комет и астероидов
- Переменные звезды